# Varanus varius
Espèce
Synonymes
- Lacerta varia White, 1790
- Tupinambis variegatus Daudin, 1802
- Varanus bellii Duméril & Bibron, 1836
- Varanus mustelinus Borre, 1870

Statut de conservation UICN

 LC  : Préoccupation mineure
Statut CITES
Le Varan bigarré, Varanus varius, est une espèce de sauriens de la famille des Varanidae.

## Répartition
Cette espèce est endémique d'Australie. Elle se rencontre en Nouvelle-Galles du Sud, au Queensland, en Australie-Méridionale et au Victoria.

## Description

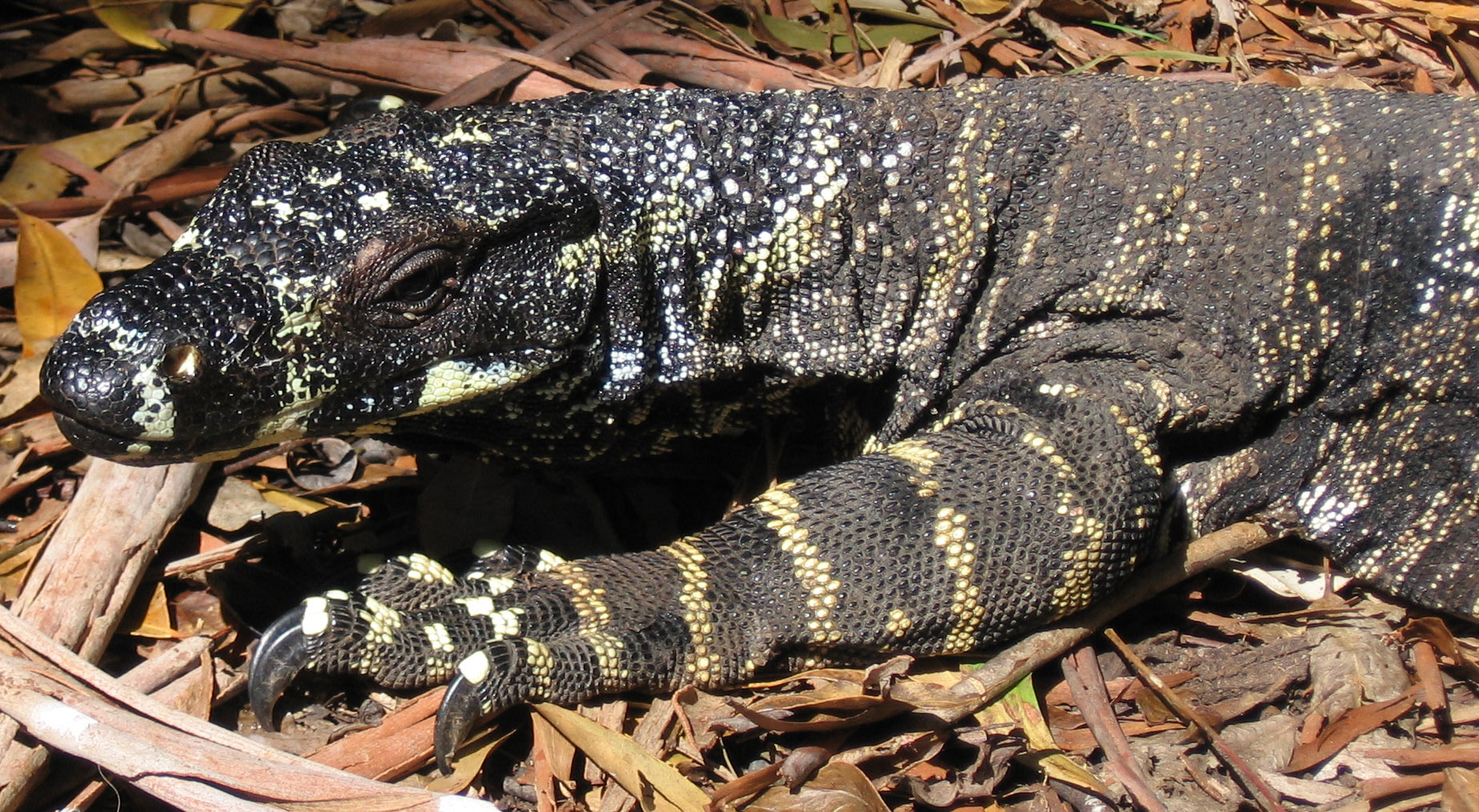
De puissantes griffes lui permettent de facilement grimper aux arbres

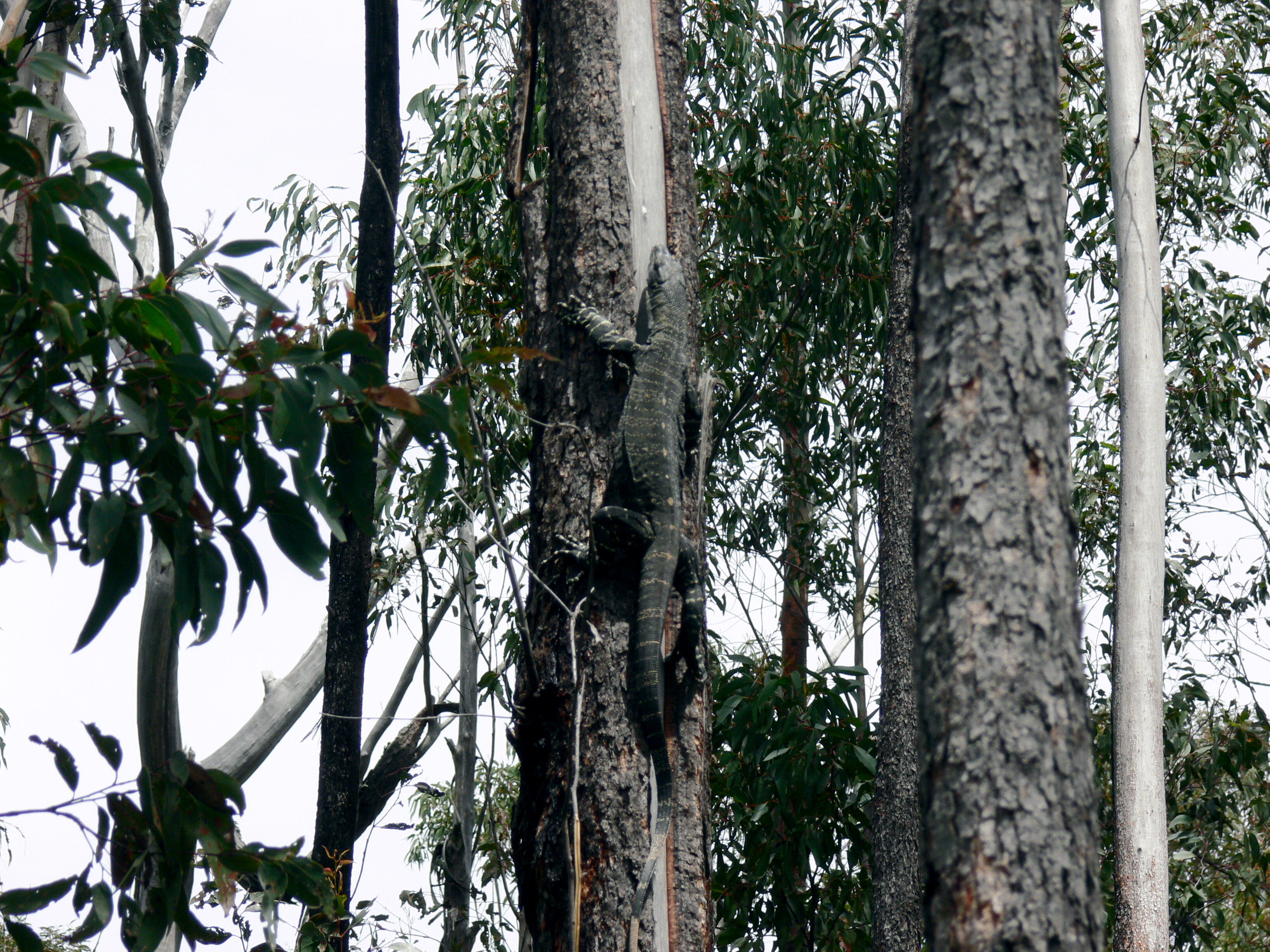
Varanus varius, près de Bellbird Creek, Gippsland.

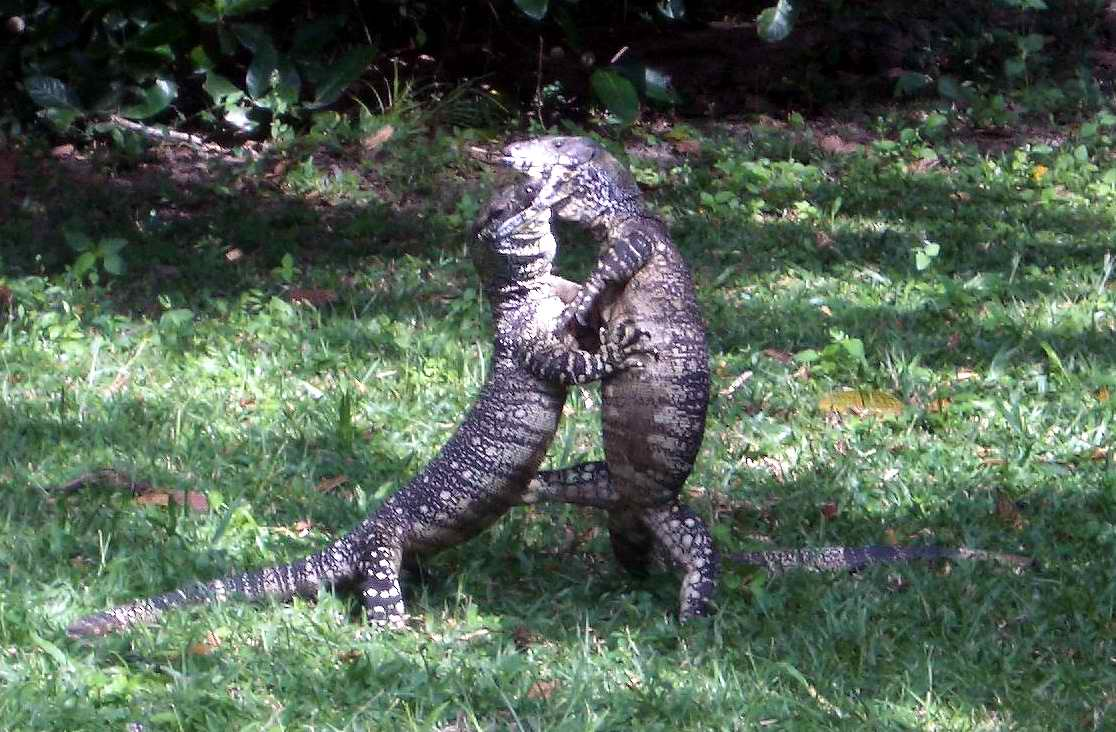
Combat de varans bigarrés mâles

Ce lézard atteint 2 m et plus. La peau est couverte de taches et/ou bandes blanches. La queue est longue et mince (d'où son nom anglais qui signifie lacet). Elle mesure environ une fois et demi la longueur du reste du corps.

C'est le second lézard le plus grand d'Australie après Varanus giganteus (qui est lui-même un des plus grands lézards au monde après le Varan de Komodo, le Varan malais et le Varan-crocodile).

## Comportement
Grimpant occasionnellement aux arbres, il fréquente à la fois les zones buissonnantes, les lisières et les forêts ouvertes et fermées. Il peut parcourir jusqu'à 3 km par jour.

Il est plus actif de septembre à mai.

Il passe ses temps d'inactivité dans un abri plus frais (cavité d'arbre ou rocheuse, bois mort, sous un arbre tombé, sous une grande roche...).

## Reproduction
Les femelles pondent de 4 à 14 œufs au printemps ou en été, dans des nids de termite.

## Alimentation
Il consomme principalement des insectes et invertébrés, d'autres reptiles, de petits mammifères, des oiseaux et des œufs d'oiseaux.

Ce n'est que vers 2005 que des chercheurs ont montré que certains varans, dont le varan Perenti et quelques iguanes, étaient venimeux. On pensait antérieurement que leur morsure empoisonnait leurs proies en raison des bactéries vivant dans les bouches de ces lézards.
Comme tous les goannas australiens, ce lézard a été un des aliments traditionnels préférés des peuples aborigènes australiens. Leur graisse a été en particulier utilisée en médecine traditionnelle et dans certaines cérémonies.

## Publication originale
- White, 1790 : Journal of a voyage to new South Wales, with sixty-five plates of non descript animals, birds, lizards, serpents, curious cones of trees and other natural productions. Debrett, London, p. 1-229 (texte intégral (en) [PDF]).